# Павле I Цариградски
Свети Павле Исповедник (грч. Νεας Ρωμης Παυλος), познат и Павле I Цариградски био је цариградски патријарх у 4. веку.
Више пута је свргаван и поново постављан на место патријарха због борбе са аријанцима.
Пре избора на место архиепископа Цариграда био је епископ Солуна. На место архиепископа, први пут, је изабран 337. године након смрти архиепископа Александра I. У то је време римски цар Констанције II, који је био присталица аријанства и који је владао источним делом Царства, био у Антиохији. Бесан што га нико није питао за мишљење, организовао је синод аријанских епископа, који су свргнули Павла и на његово место 339. године поставили Еузебија Никомидијског. Павле се тада, заједно са светим Атанасијем Великим, склонио у Рим који није био под Констанцијевом влашћу, где је за одбрану православне вере затражио помоћ од папе Јулија I. Папа и цар Констанс су примили Павла и Атанасија Великог, након чега је Павле преузео назад своју дужност.
Након Еузебијеве смрти 342. године, Павле се, уз подршку папе Јулија враћа у Константинопољ где преузима архиепископску дужност, али га је Констанције поново прогони и за новог архиепископа поставља Македонија. Четири године касније га је Констанције на притисак свог сувладара Констанса I вратио на место архиепископа.
Након насилне смрти цара Констанса, аријевци поново прогоне патријарха Павла, овај пут у град Кукуз у Јерменији.
351. године, у прогонству, док је служио Свету литургију нападнут је од аријеваца и удављен омофором.
Његове мошти пренесене у Цариград, у време цара Теодосија 381. године, а 1236. у Венецију, где се и данас налазе.
Православна црква слави светог Павла Исповедника 6. новембра по јулијанском календару.
Напомена: Овај чланак, или један његов део, изворно је преузет из Охридског пролога Николаја Велимировића.